# 拓殖大学国際教育会館

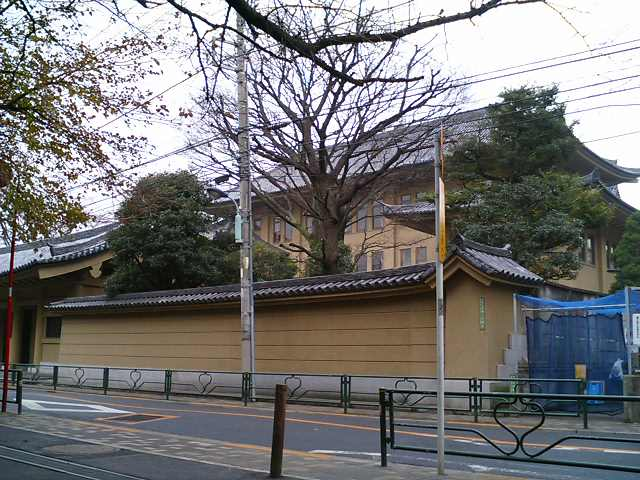
拓殖大学国際教育会館

拓殖大学国際教育会館（たくしょくだいがくこくさいきょういくかいかん）は、拓殖大学文京キャンパスに隣接した敷地（文京区大塚1-7-1）にある大学施設である。鉄筋コンクリート造の和風表現をとっており、内田祥三の代表的な建築作品として評価が高く、海外にも紹介されている。

## 概要
内田祥三設計により1933年築。地上3階、RC造、一部SRC造。東方文化学院理事長だった滝精一の要望で屋根をつけることになった。これは、のちの東京帝室博物館など、日本趣味意匠建築のきっかけとなった。

## 建物の沿革
元々は義和団の乱の賠償金により東方文化学院東京研究所（現：東京大学東洋文化研究所）として建設された建物である。第二次世界大戦後は外務省の外務省研修所も入居、東京大学と外務省が共同で管理運営していた。
1967年に東京大学東洋文化研究所が東京大学本郷キャンパスに移転。省庁の研修施設を郊外へ移転する政府の方針により、1995年に外務省研修所が相模原市へ移転に伴い、同敷地の民間払い下げが検討されることとなった。
その際、建築物としての歴史的価値を認める建築家と同所に大規模マンションが建設されることに懸念を持った地元住民によって「旧東方文化学院の建物を生かす会」が結成され、保存運動が展開された。当初は東京大学が買い取るように要望をしていたが財政問題などから買い取りを拒否、最終的には至近に本部キャンパスがある拓殖大学が、同会の運動に理解を示したことから、財務省は同建物の保存を条件に払い下げが実施された。

## 現況
留学生別科と大学院言語教育研究科が主に利用し、拓殖大学国際教育会館として各種学会や公開講座などが開催され、（限定的に）一般公開されている。